# Тлучниці
Тлучниці (пол. Tłucznice) — село в Польщі, у гміні Карнево Маковського повіту Мазовецького воєводства.
Населення — 137 осіб (2011).
У 1975-1998 роках село належало до Цехановського воєводства.

## Демографія
Демографічна структура станом на 31 березня 2011 року:
|          | Загалом | Допрацездатний вік | Працездатний вік | Постпрацездатний вік |
| -------- | ------- | ------------------ | ---------------- | -------------------- |
| Чоловіки | 62      | 17                 | 35               | 10                   |
| Жінки    | 75      | 16                 | 36               | 23                   |
| Разом    | 137     | 33                 | 71               | 33                   |